# Maratona e Ultramaratona de Gelo Antártica
A Maratona e Ultramaratona de Gelo Antártica são provas de maratona no continente antártico.
Foi criada em 2006 por Richard Donovan para que maratonistas pudessem correr em todos os 7 continentes, e o Polo Norte.
A Maratona tem uma extensao de 42,195km, e a Ultramaratona, 100km.
Esta corrida foi tema do primeiro episódio do quadro "Planeta Extremo", exibido no Fantástico, em 2011. O repórter Clayton Conservani correu, e terminou, a prova de 42km.
A prova de 100km, pelas condições extremas, é consderada a prova mais difícildo mundo.

## Vencedores
| Ano        | Vencedor Masculino (42km) | Tempo   | Vencedora Feminino (42km) | Tempo   | Vencedor Masculino(100km) | Tempo    | Vencedora Feminino (100km) | Tempo    |
| ---------- | ------------------------- | ------- | ------------------------- | ------- | ------------------------- | -------- | -------------------------- | -------- |
| 2005/2006¹ | Evgeniy Gorkov            | 5:09:38 | Wendy Mackinnon           | 6:33:30 | Richard Donovan           | 15:43:55 | -                          | -        |
| 2006       | Henri Alain d'Andria      | 5:08:17 | Noelle Sheridan           | 7:15:46 | Richard Donovan           | 12:55:06 | -                          | -        |
| 2007       | Marc de Keyser            | 4:42:32 | ²                         | -       | Christian Schiester       | 19:58:14 | Susan Holliday             | 21:50:02 |
| 2008       | Miles Cudmore             | 4:36:53 | Kirsi Montonen            | 5:03:48 | Marc de Keyser            | 12:49:51 | Pushpa Chandra             | 18:33:08 |
| 2009       | Jason Wolfe               | 4:46:50 | Richelle Turner           | 6:23:34 | Richard Donovan           | 18:59:56 | -                          | -        |
| 2010       | Bernardo Fonseca          | 4:20:31 | Clare Apps                | 4:47:37 | Bernardo Fonseca          | 12:41:52 | Clare Apps                 | 18:58:19 |
| 2011       | Clement Thevenet          | 3:47:07 | Yvonne Brown              | 4:26:10 | Clement Thevenet          | 12:09:06 | -                          | -        |
| 2012       | Andrew Murray             | 3:41:15 | Demelza Farr              | 5:09:43 | Marc De Keyser            | 12:06:51 | Julianne Young             | 15:31:10 |
| 2013       | Petr Vabrousek            | 3:34:47 | Fiona Oakes               | 4:20:02 | Petr Vabrousek            | 11:21:46 | Audrey McIntosh            | 17:19:51 |

¹ - Ocorreu em Janeiro de 2006;

² - Nenhuma mulher completou a prova;

## Brasileiros que já participaram e concluíram a prova
| Ano  | Nome                  | Prova           | Colocação | Tempo    | Referência |
| ---- | --------------------- | --------------- | --------- | -------- | ---------- |
| 2007 | Bernardo Fonseca      | Maratona 42 Km  | 4.º       | 5:09:44  | [ 4 ]      |
| 2007 | Adriano Seabra        | Maratona 42 Km  | 10.º      | 7:13:05  | [ 4 ]      |
| 2009 | Anders Pettersson     | Maratona 42 Km  | 14.º      | 10:51:11 | [ 5 ]      |
| 2009 | Stefanie Pettersson   | Maratona 42 Km  | 3.º       | 27:38:00 | [ 5 ]      |
| 2010 | Bernardo Fonseca      | Maratona 42 Km  | 1.º       | 4:20:31  | [ 6 ]      |
| 2010 | Bernardo Fonseca      | Maratona 100 Km | 1.º       | 12:41:52 | [ 6 ]      |
| 2010 | Clayton Conservani    | Maratona 42 Km  | 7.º       | 5:12:51  | [ 6 ]      |
| 2012 | Marcelo Rodrigo Alves | Maratona 42 Km  | 8.º       | 4:59:41  | [ 7 ]      |
| 2013 | Guilherme Costa Tacco | Maratona 42 Km  | 7.º       | 5:04:47  | [ 8 ]      |
| 2013 | Sergio Luiz Lopes     | Maratona 42 Km  | 11.º      | 5:17:42  | [ 8 ]      |
| 2017 | Djalma Gomes de Moura | Maratona 42 Km  | 10.º      | 5:01:59  | [ 9 ]      |